# Brooklyn's Finest
Brooklyn's Finest är en amerikansk kriminalfilm av Antoine Fuqua från 2009 med bland annat Richard Gere, Don Cheadle, Ethan Hawke, Ellen Barkin och Wesley Snipes i rollerna. Filmen spelades in i Manhattan, Queens, och Brooklyn i New York. 